# Palazzo Caracciolo di Sant’Eramo

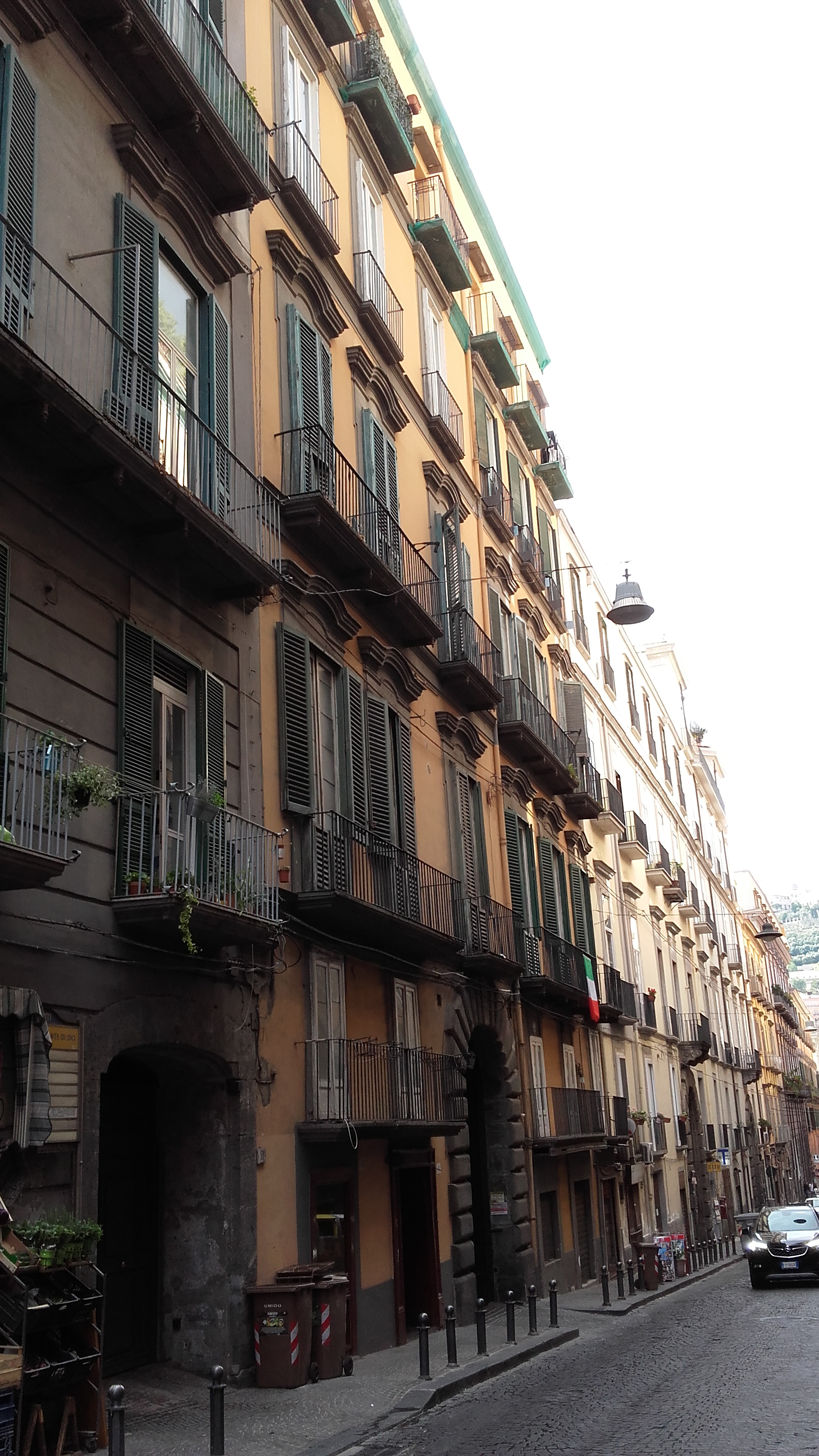
Palazzo Caracciolo di Sant’Eramo in Neapel, Fassade zur Via Monte di Dio

Der Palazzo Caracciolo di Sant’Eramo ist ein Palast aus dem 16. oder 17. Jahrhundert im Viertel San Ferdinando von Neapel in der italienischen Region Kampanien. Er liegt in der Via Monte di Dio, 54, gegenüber dem berühmten Palazzo Serra di Cassano.

## Geschichte
Der Palast wurde in der zweiten Hälfte des 16. Jahrhunderts oder spätestens in der ersten Hälfte des 17. Jahrhunderts errichtet. Durch den Bericht des Bauingenieurs Antonio Galluccio aus dem Jahre 1689 wissen wir, dass er damals der spanischen Familie De Cespedes gehörte, die das Anwesen bereits 1645 gekauft hatte. Im Laufe der Zeit ging die Immobilie durch die Hände anderer Adelsfamilien, darunter auch der Caracciolos di Sant'Eramo (Eigentümer zu Zeiten des provisorischen Katasters von 1815–1820), der Mirellis und der Teoras. In den Jahren des Übergangs vom 19. zum 20. Jahrhundert, als der Palast dem adligen Stadtverordneten Francesco Maria Mirelli gehörte, wurde dort einer der kultiviertesten und lebhaftesten Salons der Stadt abgehalten.

## Beschreibung
Der Palast zeigt sich in spätbarockem Stil, wie er in der zweiten Hälfte des 18. Jahrhunderts üblich war. Die Fassade hat fünf Stockwerke, wobei das oberste eine Aufstockung aus den ersten Jahrzehnten des 20. Jahrhunderts ist. Nachdem man das mit Bossenwerk verzierte Portal aus dem 17. Jahrhundert durchschritten hat, gelangt man zunächst in den Empfangssalon, an dessen Gewölbedecke sich ein Fresko des Wappens der Mirellis befindet, und dann in den Innenhof mit rechteckigem Grundriss, an dessen hinterem Ende sich die offene Treppe aus dem 18. Jahrhundert mit drei Bögen pro Stockwerk erhebt, von denen jeweils einer pro Stockwerk durch einen modernen Aufzug verdeckt ist. Nach der ersten Rampe dieser Treppe führt eine Passage zum kleinen, historischen Garten. Viele Säle des ersten Obergeschosses zeigen mit Fresken versehene Gewölbedecken aus der zweiten Hälfte des 18. Jahrhunderts. Die des ehemaligen Ballsaales kann mit Sicherheit Fedele Fischetti zugeschrieben werden und zeigt eine Szene der Aeneis, in der „Juno sich zu Aiolos begibt und ihn bittet, die Winde loszulassen, um die trojanischen Schiffe zu zerstören“.
Das Gebäude befindet sich heute in guten Erhaltungszustand.

## Bildergalerie

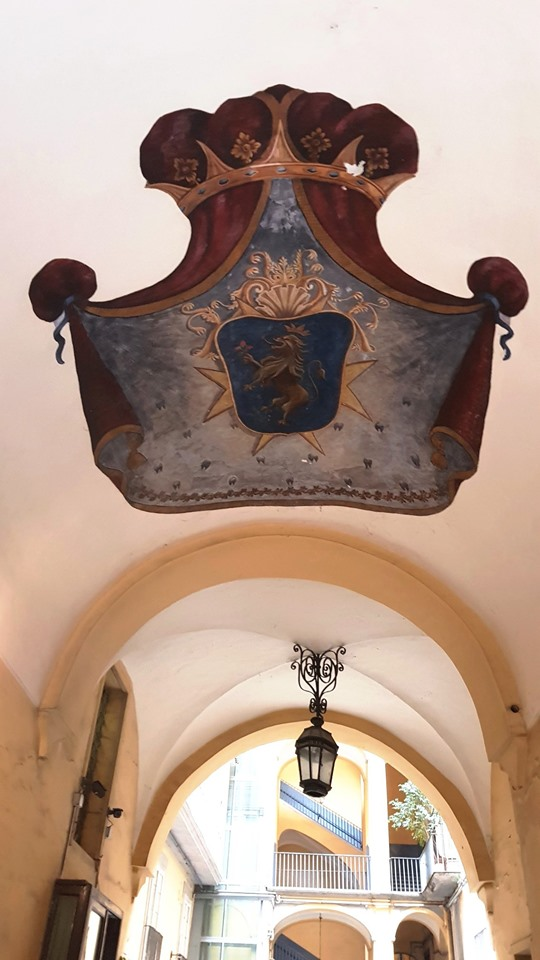
Das Wappen der Herzöge Mirelli, Fresko an der Decke des Empfangssalons
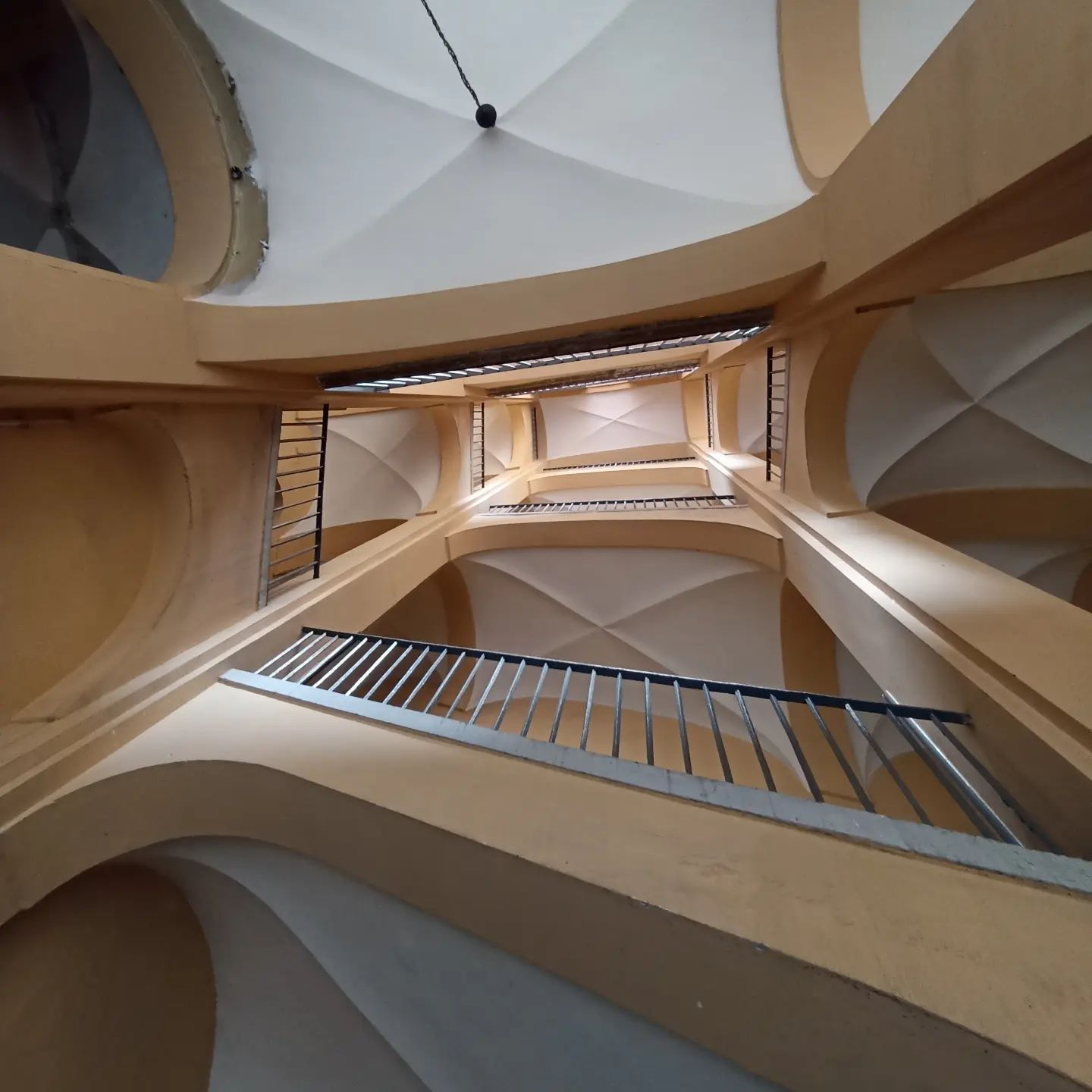
Offene Treppe von unten
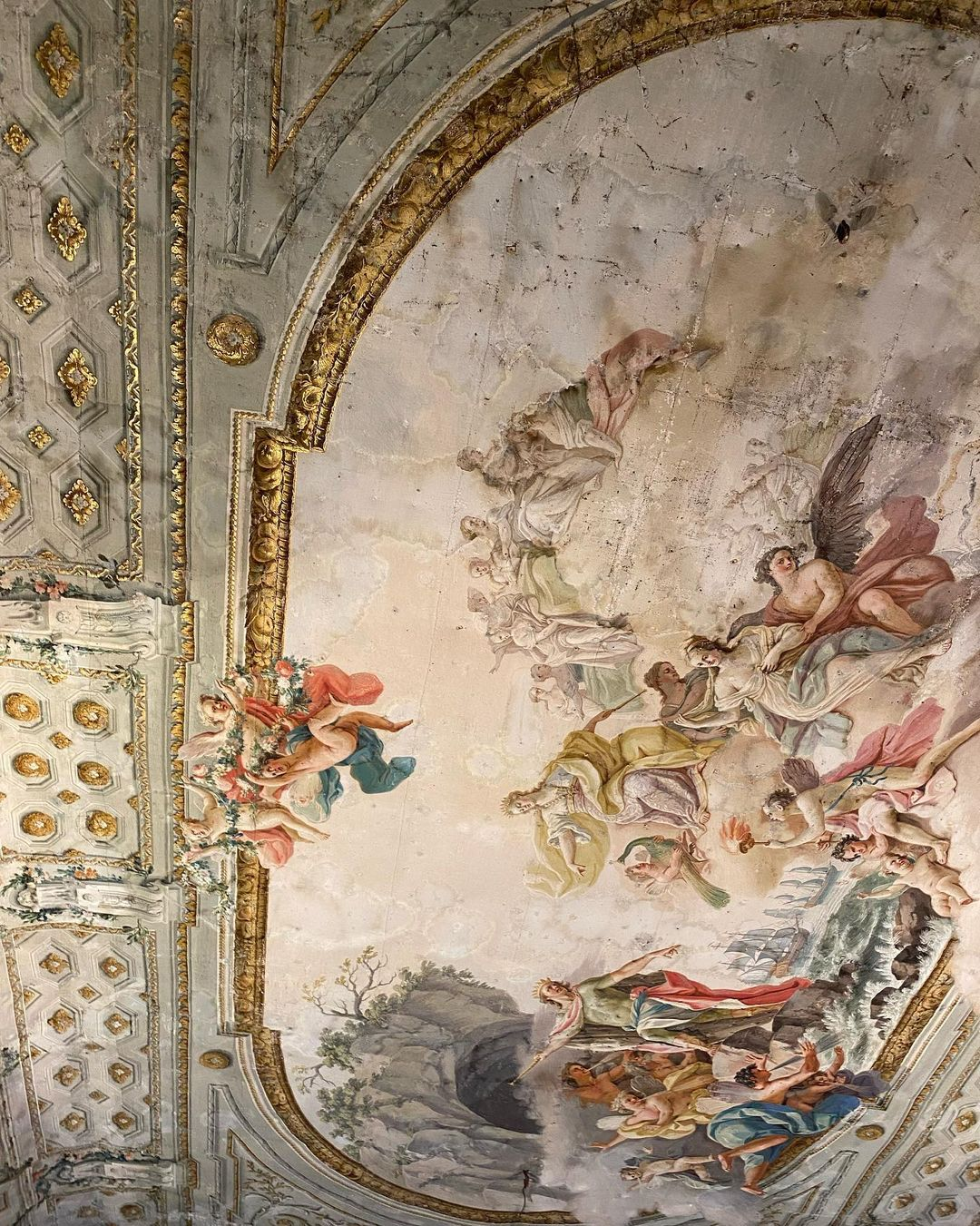
Fresko von Fedele Fischetti